# Fundación del Museo de La Plata
La Fundación del Museo de La Plata Francisco Pascasio Moreno es una Organización No Gubernamental (ONG) que tiene como objetivo recaudar y administrar recursos con el fin de colaborar en el buen funcionamiento del Museo de La Plata.

## Historia
La Fundación del Museo de La Plata se creó el 2 de abril de 1987 a partir de un encuentro entre las autoridades del Museo de La Plata y de la Facultad de Ciencias Naturales y Museo, a la que pertenece el Museo y un grupo de particulares de la ciudad de La Plata, con el fin de crear un organismo no gubernamental que pudiera constituirse como una vía para colaborar en la obtención y generación de recursos orientados al Museo; y que al mismo tiempo apoyara las tareas científicas, educacionales y culturales que se realizan en el mismo. Finalmente, obtuvo su personería jurídica el 17 de noviembre del mismo año, con lo que pudo iniciar sus actividades.
También se planteó que la Fundación pudiera coadyuvar al mantenimiento del patrimonio edilicio y la correcta conservación de las colecciones que alberga; así como también ayudar a mejorar la calidad de las exhibiciones expuestas en las diversas salas del Museo. En dicha oportunidad se decidió darle el nombre de Francisco Pascasio Moreno a la recién creada Fundación. De esta forma, se pretendió dar mayor difusión a la obra del Perito Moreno, fundador del Museo. Hacia fines de 1987, más específicamente el 17 de noviembre, la Fundación del Museo de La Plata obtuvo la personería jurídica.

## Organización
La Fundación del Museo de La Plata tiene una organización que depende de un Consejo de Administración y un Comité Ejecutivo, que está integrada por un Presidente, un Vicepresidente 1.º, un Vicepresidente 2.º, un Tesorero, un Protesorero, un Secretario, un Prosecretario y dos Vocales, que son elegidos por votación secreta cada tres años.

## Premios y becas
Entre las actividades que desarrolla la Fundación del Museo de La Plata se encuentra la entrega anual del Premio Lahille, que es otorgado por un jurado ad hoc integrado por un miembro de la Fundación, un profesional de la Facultad de Ciencias Naturales y Museo y un profesional externo. Este premio se entrega a aquellas personalidades que hayan desarrollado su trabajo en el campo de las Ciencias Naturales y que se hayan demostrado un interés por volcar sus conocimientos a la comunidad. El nombre que se le asignó a este premio deriva del investigador francés Fernando Lahille, quien fue contratado por Francisco Moreno y fuera un pionero en la difusión y transferencia del conocimiento de los recursos naturales en la Argentina. Este premio consiste en la entrega de un Diploma y una Réplica de un Búho, que es una representación en el arte precolombino de la sabiduría.
También a lo largo de sus años de existencia ha colaborado con becas económicas a estudiantes para que puedan desarrollar sus estudios académicos.

## Publicaciones
Desde el año 1992 la Fundación del Museo de La Plata ha publicado de forma ininterrumpida una revista semestral que se denomina Museo. Esta tiene por objetivo dar divulgación al mayor público posibles la divulgación de conocimientos y líneas de investigación que se desarrollan en las ciencias naturales. Es por ello que la revista pretende tener un lenguaje accesible a todos los públicos y evitar los tecnicismos excesivos. Hasta el año 2023 había publicado 32 volúmenes que se hallaban disponibles en línea.
La Fundación también ha publicado varios libros con temáticas vinculadas con el Museo de La Plata, su historia y obras de arte que alberga.